# Am Ende des Weges (1983)
Am Ende des Weges (Originaltitel: Right of Way) ist ein US-amerikanischer Fernsehfilm von George Schaefer aus dem Jahr 1983, der auf dem Theaterstück Right of Way von Richard Lees beruht. Lees schrieb auch das Drehbuch des Films. Am Ende des Weges war der letzte Film, in dem James Stewart die Hauptrolle übernahm, und Stewarts erste Zusammenarbeit mit Bette Davis.

## Inhalt
Teddy und Miniature „Mini“ Dwyer sind ein zusammen alt gewordenes Paar. Als ihre Tochter Ruda sie besuchen kommt, ist sie über den Zustand von Haus und Hof entsetzt. Messieähnliche Zustände haben hier eingesetzt, seit sie die beiden zum letzten Mal besucht hat. Der Vorgarten ist ungepflegt und das ganze Haus chaotisch. Doch das alte Ehepaar fühlt sich wohl in dem selbstgeschaffenen Chaos, schließlich hat es sich bewusst so eingerichtet. Beide wollen nicht mehr fremdbestimmt leben und – was noch wichtiger ist – auch nicht fremdbestimmt sterben. Mini leidet an einer Krankheit, die sie mit der Zeit zu einem Schatten ihrer selbst machen wird. Deshalb will sie sterben. Teddy wiederum kann sich nicht vorstellen, von Mini getrennt zu sein, weswegen auch er sterben will. Beide eröffnen ihrer Tochter, dass sie planen, in der näheren Zukunft Selbstmord zu begehen, und die reagiert entsetzt. Sie schickt ihnen eine Psychologin ins Haus, die beide von ihren Plänen abhalten soll. Und so beginnen die Mühlen der Bürokratie zu mahlen.
Immer enger zieht sich in den folgenden Tagen das Netz um die Dwyers, denen nach und nach ihr selbstbestimmtes Leben abgesprochen wird. Als beide zwangsentmündigt werden sollen, setzen sie ihren Selbstmordplan in die Tat um: Teddy kauft ein Staubsaugerrohr, schließt es an den Auspuff des Wagens an, und beide setzen sich ins Auto in ihrer Garage und schalten den Motor an. Doch ihr Plan wird von übereifrigen Nachbarn vereitelt und beide nun als potenzielle Straftäter gefangen genommen und in getrennte Hospitäler geschafft.

## Produktion
Am Ende des Weges war der erste Film James Stewarts, der von vornherein ausschließlich für das Kabelfernsehen produziert wurde. Die Fernsehpremiere des Films fand am 21. November 1983 in den Vereinigten Staaten statt. Das Ende wurde dabei nach langen Diskussionen dahingehend verändert, dass das Paar im Wagen in der Garage sitzt und Tochter Rudy zum Haus kommt. Sie riecht zwar die Abgase, respektiert jedoch den Sterbewunsch ihrer Eltern. Die westdeutsche Erstaufführung im April 1988 zeigte das ursprünglich gedrehte, tragische Ende mit der Verhaftung.

## Kritik
Jonathan Coe bezeichnete Am Ende des Weges als „allzu ernsten Fernsehfilm über Euthanasie“. Teilweise wurde James Stewarts Darstellung des Teddy Dwyer als „Rolle seines Lebens“ bezeichnet, der Film jedoch auch als „kühl und abgehoben“ kritisiert. Lees führte die Kritik auch auf das negative Verhältnis des Drehteams zu Hauptdarstellerin Bette Davis zurück, die ihre schlechte Laune am Set regelmäßig am Drehteam ausließ.
Das Lexikon des internationalen Films bewertete Am Ende des Weges als „emotional aufgeladenes Melodram“, das „nicht vor Überzeichnungen zurück[scheut]“ und „sich in fragwürdiger Verallgemeinerung für das Recht auf Suizid ein[setzt], ohne Gegenargumente zuzulassen“.